# Annie M.G. Schmidtbrug
De Annie M.G. Schmidtbrug (brug 2212) is een loopbrug in Amsterdam-Centrum.
De brug verbindt de Oosterdokskade met in dit geval de drijvende steigers waaraan dan, weliswaar op het andere eind, weer het in het Oosterdok drijvende Chinees restaurant Sea Palace ligt. Om de stijging en daling van het water en dus de steiger te kunnen opvangen heeft de brug in de kademuur een scharnierpunt. De donkergrijze stalen brug eindigt met een trappetje op de steiger met als steunpunten wieltjes. De naam van de brug is geïntegreerd in het ontwerp van de brug. Hierdoor ontstond de situatie dat de naam van de brug eerst officieus was en pas na een paar maanden officieel werd.  
De brug is vernoemd naar schrijfster Annie M.G. Schmidt. De brug ligt in het verlengde van de Annie M.G. Schmidtstraat. Zij schreef ook veel teksten waarbij Harry Bannink muziek schreef. Het is daarom opvallend dat gezien hun samenwerking tussen de Annie M.G. Schmidtbrug/straat en de Harry Banninkbrug/straat, de Willem Frederik Hermansbrug/straat ligt. 

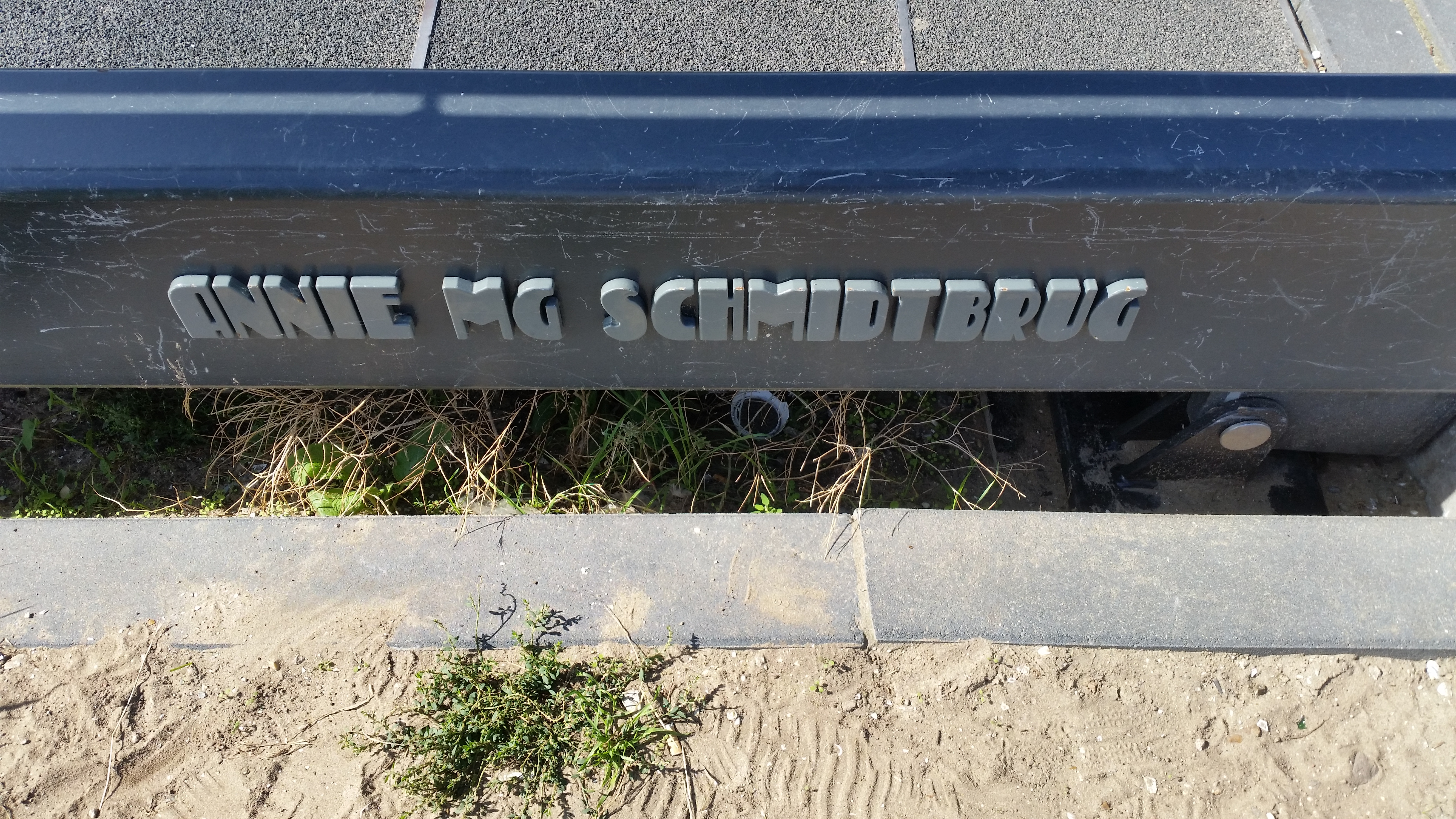
Naamplaat van de brug (september 2019)